# Клан (фільм, 1991)
«Клан» — радянський художній фільм 1991 року, знятий режисером Олександром Воропаєвим на студії «Тамп».

## Сюжет
Про відому справу «Океан» (Краснодарський край) та закони торгово-партійної мафії брежнєвського періоду. Двоє московських слідчих, розслідуючи справу про корупцію, стають серйозною перепоною для південної мафії. Злочинці йдуть на все — від убивства свідків до втручання у слідство. Дія фільму відбувається у 1982 році.

## У ролях
- Олександр Голобородько — Богомолов
- Геннадій Воронін — Овчинников
- Віталій Шаповалов — Зяблий (озвучив Володимир Ферапонтов)
- Валерій Баринов — гальмо
- Олена Борзова — Ольга
- Тетяна Лаврентьєва — Зябла
- Сергій Яковлєв — Солодов
- Євген Ташков — Надєїн
- Євген Лазарев — Кльонов
- Олена Габець — Ніна
- Євген Матвєєв — Леонід Ілліч Брежнєв
- Володимир Самойлов — Гросс
- Ігор Кашинцев — сановник
- Юрій Слободенюк — Ухар
- Олександр Високовський — Валерик
- Анатолій Вологдін — амбал
- Сергій Присєлков — Скуратов
- Михайло Бичков — лейтенант-орудівець
- Леонід Тимцуник — Ракова Шийка, бомж
- Світлана Рудакова — світловолоса
- Наталія Гущина — Віра, фігурантка справи
- Олександр Пятков — міліціонер

## Знімальна група
- Режисер — Олександр Воропаєв
- Сценаристи — Олександр Звягінцев, Кирило Столяров
- Оператори — Микола Олоновський, Юрій Уланов
- Композитор — Олександр Раскатов
- Художник — Андрій Платов